# Бартоломео Альтомонте
Бартоломео Альтомонте (відомий також, як Гогенберг) (нім. Bartolomeo Altomonte; 12 лютого 1694, Варшава, Річ Посполита — 11 листопада 1783, Санкт-Флоріан, Австрійська імперія) — італійсько-австрійський художник епохи бароко.

## Біографія
Син італійського живописця Мартина Альтомонте, який працював при дворі польського короля Яна III Собеського.
Перші уроки живопису отримав у батька. У 1717 році вирушив вчитися до Італії, після чого, так і не повернувся до Польщі. Учень Даніеля Грана.

## Творчість
Більшу частину свого життя провів в Лінці.
Автор декількох великих фресок. Працював переважно в австрійських монастирях, таких як монастир святого Флоріана, зокрема, в 1750 році прикрасив стелю бібліотеки монастиря величною фрескою, що зображає «Шлюбний союз Чесноти і Мудрості, укладений за допомогою Релігії та навчань Августина».Також працював в Адмонтському  та Зайтенштеттенському абатствах.
На думку фахівців вважається одним з останніх великих художників барокових алегорій, при тому, що багато художників його часу схилялися більше до стилю рококо.

## Галерея

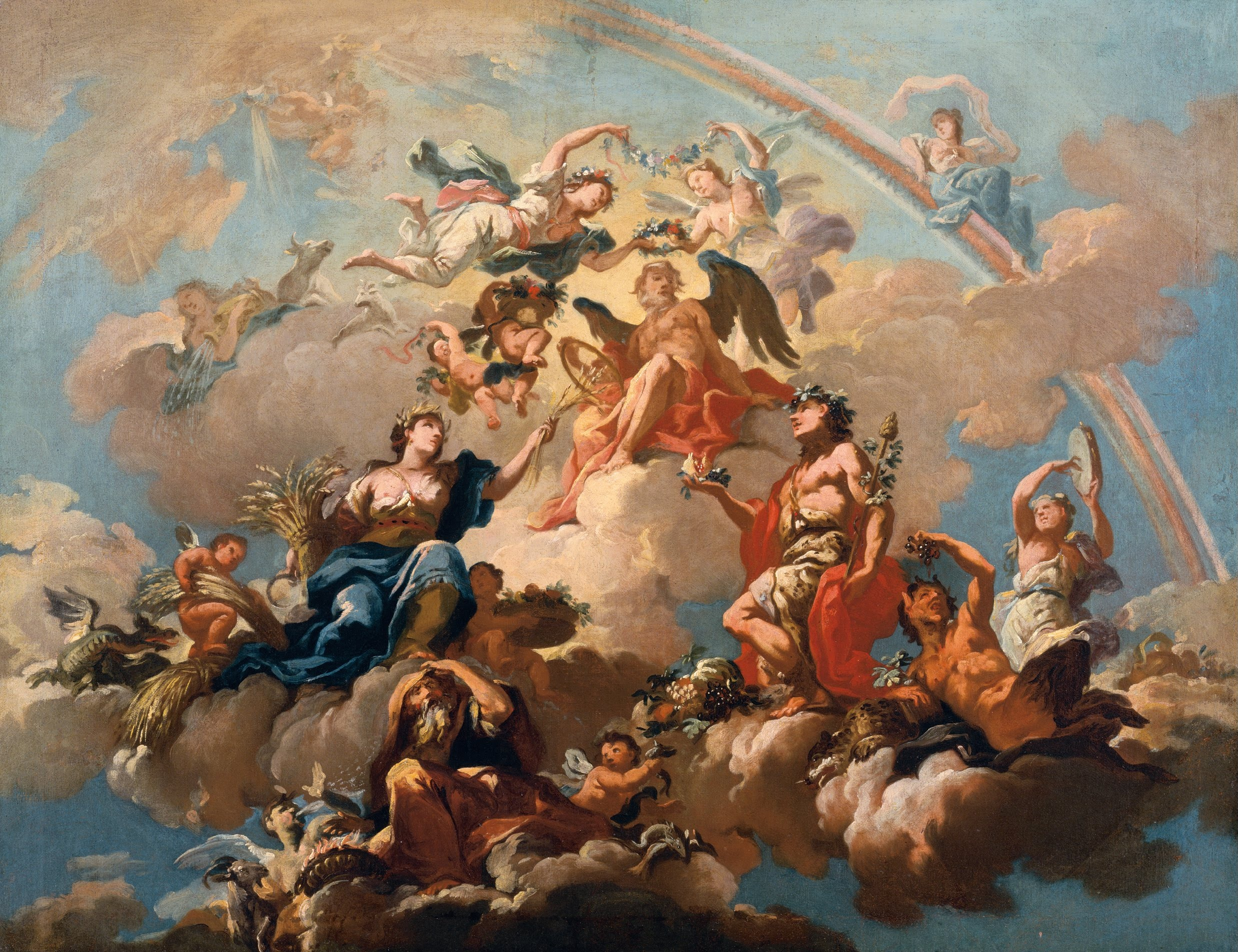
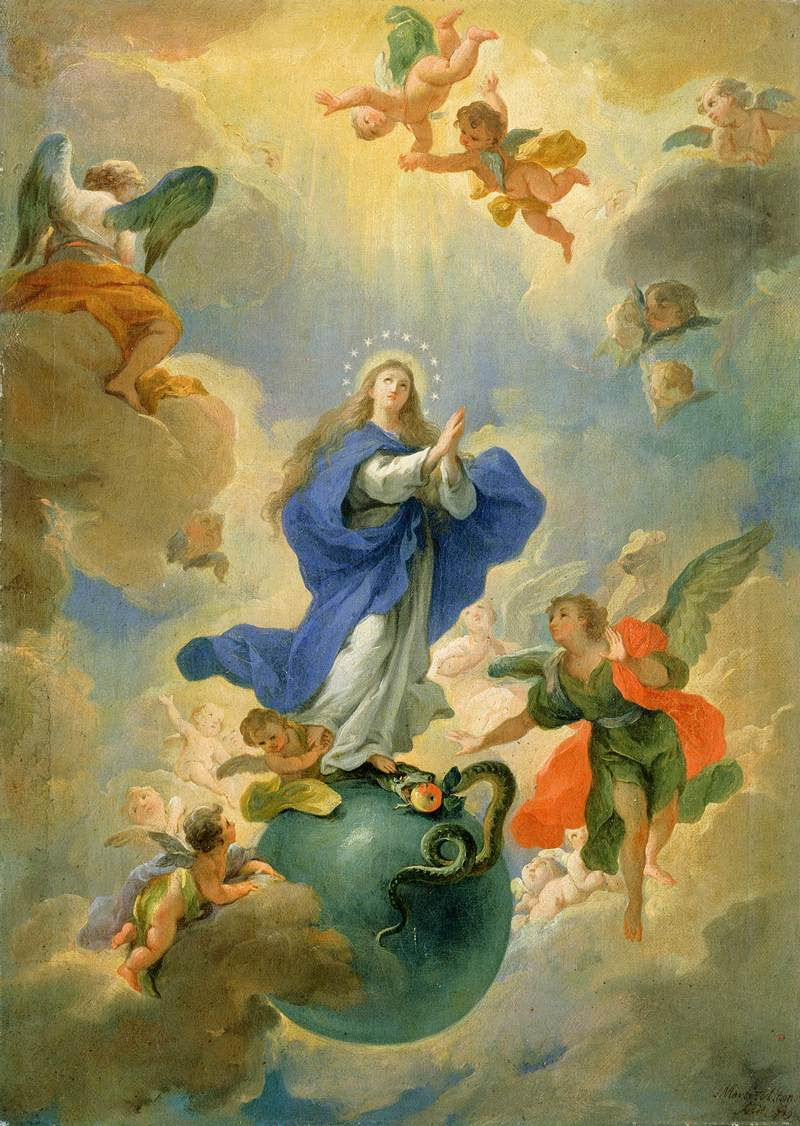
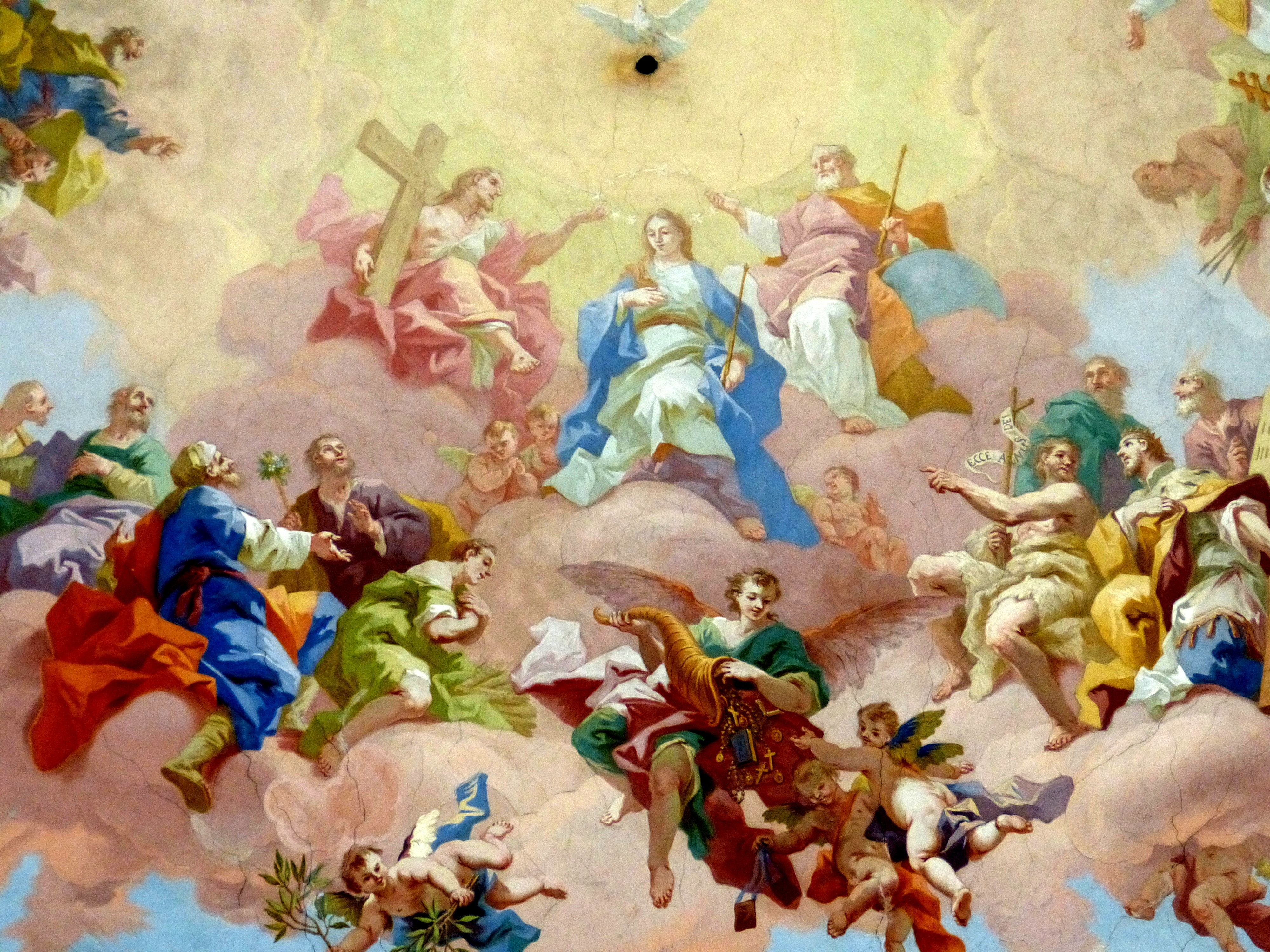
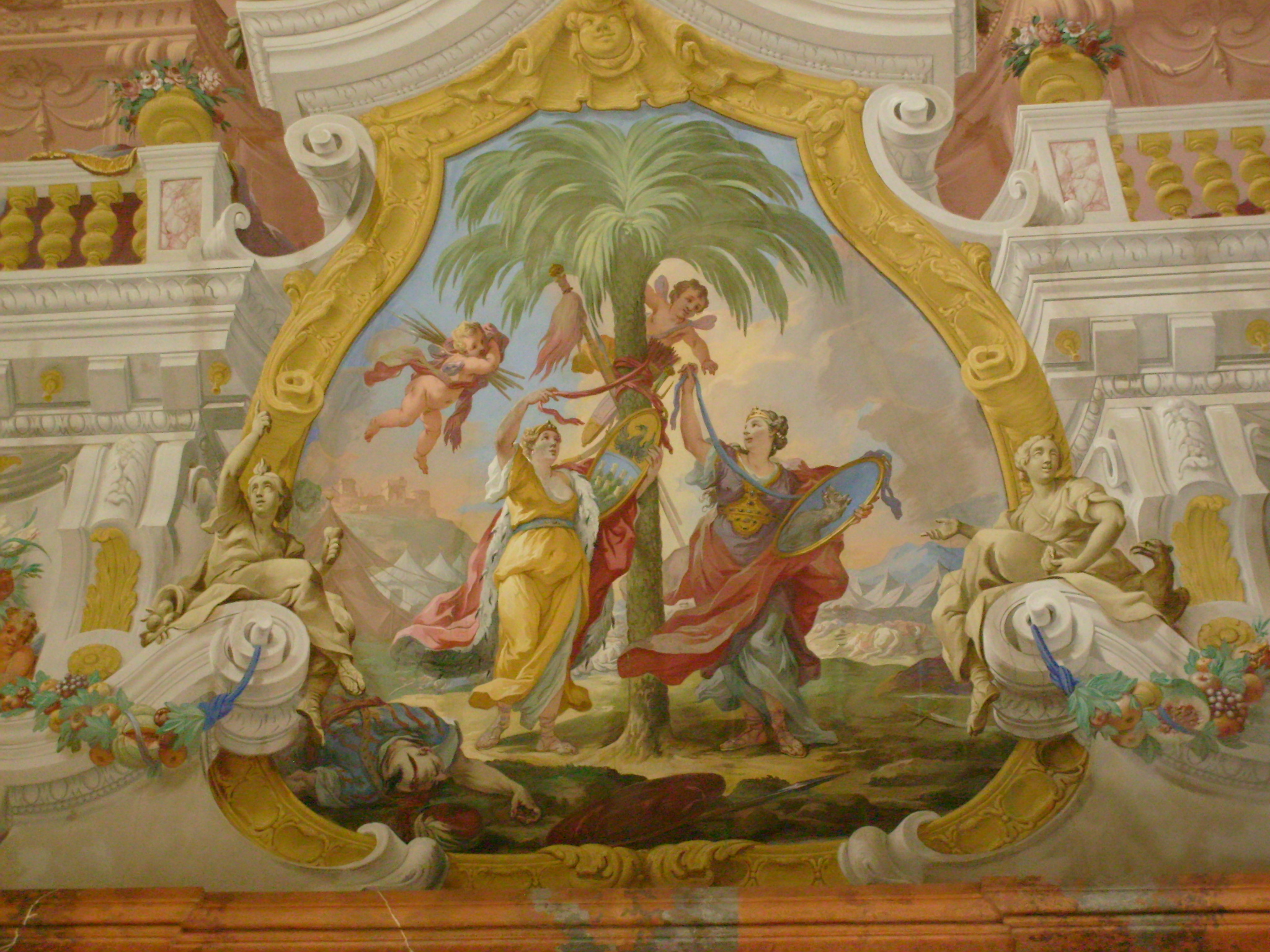
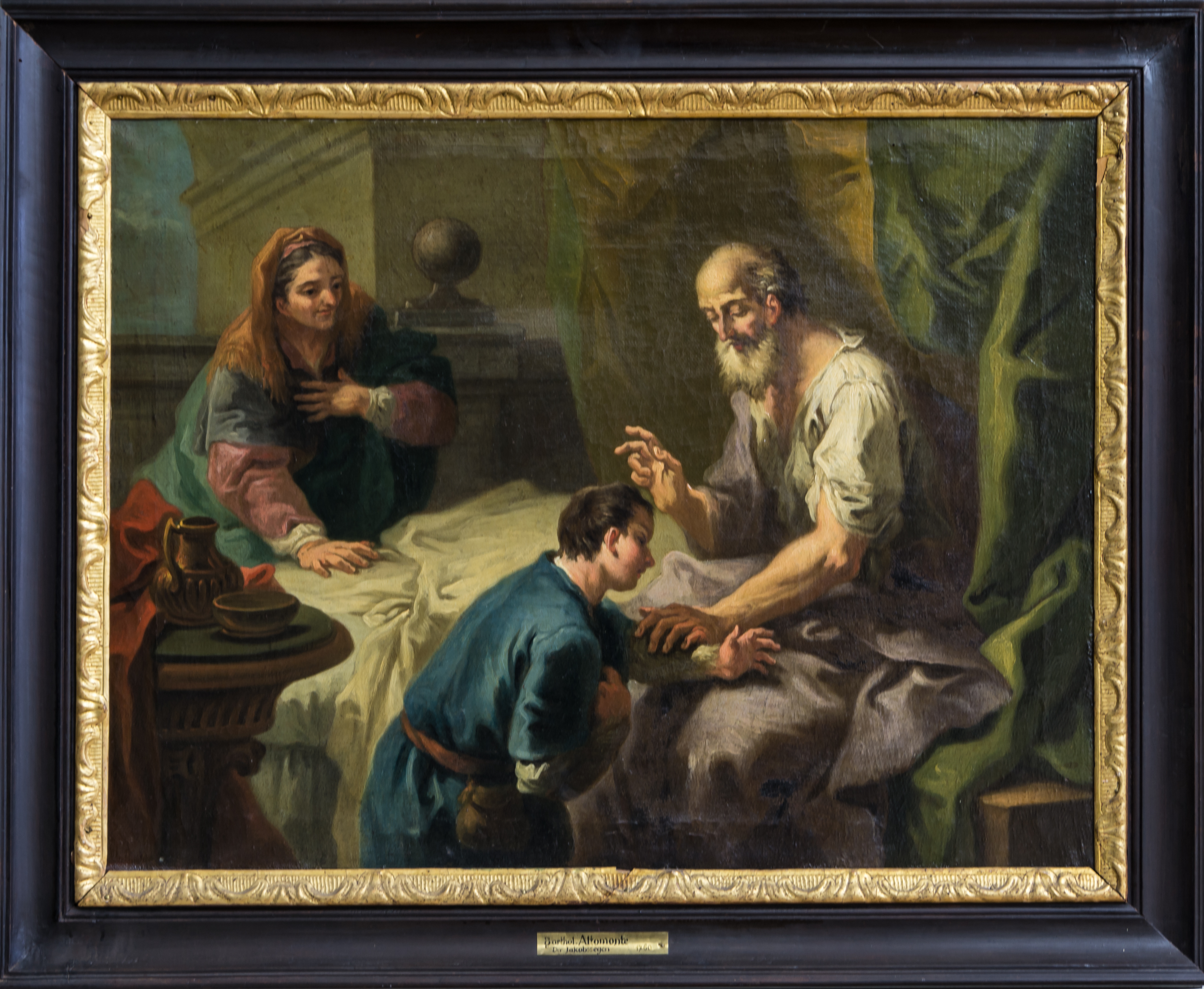